# Edmund Blair Leighton

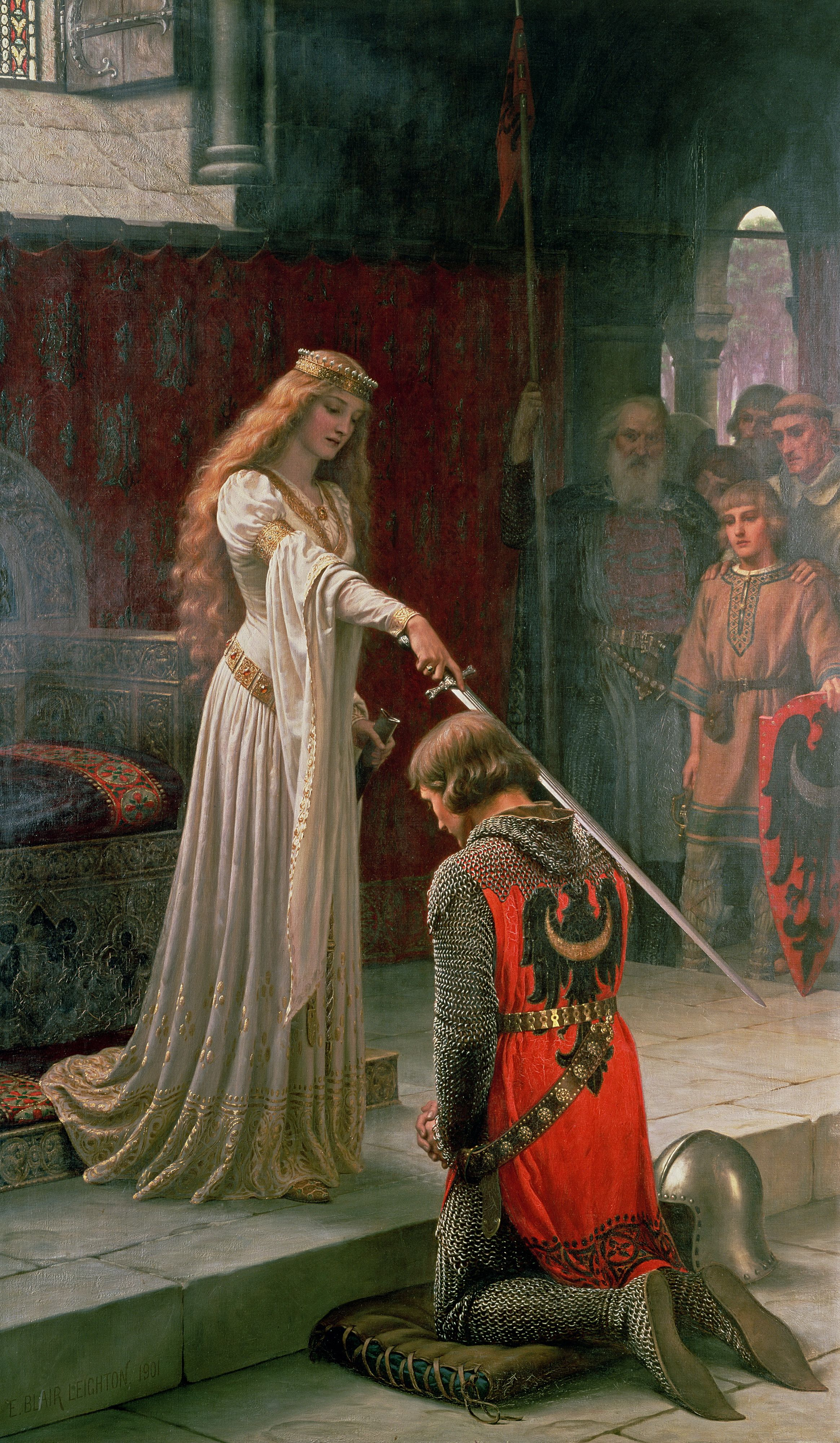
Pasowanie na rycerza (Akolada)

Edmund Blair Leighton (ur. 21 września 1853 w Londynie, zm. 1 września 1922 tamże) – angielski malarz historycznych scen rodzajowych, zwłaszcza średniowiecznych.
Po ukończeniu University College School w Londynie studiował sztukę w Royal Academy of Arts. W latach 1878–1920 regularnie wystawiał w Royal Academy. W 1885 ożenił się z Katherine Nash, z którą miał córkę i syna, także będących malarzami. Do jego najbardziej znanych obrazów należą sceny rycerskie (np. Pasowanie na rycerza, Tristan i Izolda, Szczęść Boże) oraz inne z epoki (np. Abelard i Heloiza, Lady Godiva czy Śmierć Kopernika, 1880).